# Тутов Андрій Васильович
Андрій Васильович Тутов (9 вересня 1983, м. Монастириська, нині Україна — 27 травня 2022, Луганська область, Україна) — український військовослужбовець Збройних сил України, учасник російсько-української війни.

## Життєпис
Андрій Тутов народився 9 вересня 1983 року в місті Монастириськах, нині Монастириської громади Чортківського району Тернопільської области України.
Мав власний бізнес.
Загинув 27 травня 2022 року на Луганщині, внаслідок бойового зіткнення та масованого артилерійського обстрілу російськими окупантами
Залишилася дружина та троє дітей.

## Вшанування
- 24 серпня 2024 року посмертно нагороджений відзнакою «За честь і звитягу»[1].